# 대한민국의 외국인 노동자
한국의 외국인 노동자 제도에 대해 설명한다.

## 산업기술연수제도
1987년 서울올림픽을 계기로 경제발전이 가속화하면서 특히 제조업에서의 인력부족이 심각해졌고 정부는 심각화하는 노동력부족에 대응하기 위해 일본의 기술연수생제도를 참조하여 1991년에 해외투자를 하고 있는 기업을 대상으로 산업기술연수제도를 도입했다. 1993년부터는 중소기업의 인력부족의 대책으로 종업원 10명에서 300명미만 중소기업을 대상으로 원칙 1년고용에 1년 연장의 기간으로 외국인을 연수생으로서 고용할 수 있도록 제도를 확대하였다.
산업기술연수제도 실시 후 임금이 낮고 현장에서의 안전대책이 충분하지 않아 산재가 많이 발생했다. 열악한 노동조건이 강요 되는 중에서 연수생이 연수를 받는 곳으로부터 도주하는 일이 연이어 발생하였다 정부는 이러한 문제를 해결하기 위해 1995년에 ‘외국인산업연수생의 보호와 관리에 관한 가이드라인’을 제정하여 연수생도 산업재해보험 및 국민건강보험가입의 혜택을 받도록 하였다. 1998년에는 연수생이 2년간의 연수를 받고, 연수를 받은 기업의 추천을 받고 소정의 시험에 합격하면 1년간 취업할 수 있는 자격을 부여하는 연수취업제도가 신설되었다. 그 후 2002년에 당초의 연수기간이 1년으로 단축되고 반대로 연수후의 취업기간이 2년으로 연장되었다.

## 고용허가제
1990년 중반부터 연수생제도를 폐지하고 정식적으로 저숙련 분야에서의 외국인노동자를 도입하기 위한 ‘고용허가제’를 실시하려는 움직임이 있었다. 하지만 그 움직임은 산업계에 반대에 의해 실현되지 못했다. 산업연수생제도의 가장 큰 혜택을 받고 고용허가제 도입을 가장 반대한 것은 중소기업중앙회였다. 중소기업중앙회에 가맹한 기업들은 싼값에 연수생을 고용을 할 수 있었던 것 이외에도 중소기압중앙회가 연수생의 모집, 알선, 연수, 사후관리를 모두 관할하는 문제점이나 중소기업중앙회가 노동자를 보내는 국가와 계약하기 때문에 교육비나 출국수수료, 귀국 보증금 등 입국에 필요한 비용을 부당하게 청구하는 문제점이 있었다. 또한 연수생이 연수 받는 곳으로부터 도주하면 맡고 있던 보증금이 중소기업중앙회의 이익이 된다는 구조도 문제로 지적되었다.
하지만 이후에도 따른 중장기적 인구감소와 그에 따른 잠재적 성장률 저하와 중소기업의 심각한 노동력부족, 심각한 연수제도의 문제점을 해결하기에 위하여 고용허가제 도입의 필요성이 제기되어 정부는 2003년 8월 16일 ‘외국인 근로자 고용 등에 관한 법률’이 제정되어 2004년 8월 17일부터 고용허가제를 실시되었다. 기존의 산업연수생제도는 2006년까지는 고용허가제와 병행하여 실시 2007년 1월 1일부터 고용허가제에 통합되었다. 고용허가제는 원칙 1년으로 하고 최장 3년까지 연장하는 것이 가능하다. 이 규정은 외국인노동자의 정주화 방지와 외국인노동자가 경제적 목적을 달성하기에 충분한 기간이라는 관점에서 정해졌다. 또한 연수생제도에서는 연수생의 도입과정에서 민간기관이 개입함으로써 중개료의 부당 청구 등의 여러 문제가 발생하였는데 고용허가제에서는 한국하고 외국인노동자를 보내는 나라간에 양해각서를 체결하고 외국인노동자의 도입과정에서 민간기관의 개입을 배제하였다.
고용허가제는 2004년 시행 당시 6개국이었던 송출국이 현재 15개국으로 확대되었다. 업종도 2004년 제조업, 건축업, 농축산업으로 시작하여 2014년 현재 어업, 일부 서비스업까지 확대되었다. 또한 체류기간도 시행초기에는 3년의 체류기간을 바탕으로 단기순환교체가 엄격이 준수되었으나 기업의 외국인력 숙련화 등으로 점차 연장되었다. 2012년 2월에 ‘성실 외국인 재입국 특례제도’가 신설되어 기존의 3년에 추가 1년 10개월의 체류기간이 만료되는 외국인노동자 중 요건을 충족하는 자에 대해 재입국 고용허가를 신청하는 경우 3개월 후에 재입국해 취업할 수 있도록 허용했다. 이 경우 추가적으로 1회에 한해 4년 10개월을 체류할 수 있으며 결과적으로 9년 8개월까지 체류가 가능하다.